# Brecha salarial de género

Logotipo creado por el movimiento feminista estudiantil de Londres que hace alusión al popular mensaje del metro "Mind the Gap" ("Cuidado con la brecha") para llamar la atención a la brecha salarial de género.

La brecha salarial de género (también conocida como diferencia salarial de género) es la diferencia entre las retribuciones salariales de los hombres y de las mujeres expresada como un porcentaje del salario masculino, de acuerdo con la OCDE.
La Comisión Europea define la brecha salarial de género como «la diferencia relativa en el ingreso bruto promedio de mujeres y hombres dentro de la economía en su conjunto». En todo el mundo, las mujeres ganan menos que los hombres. Las mujeres en promedio ganan entre el 60% y el 75% de lo que ganan los varones.
Existe una variedad de teorías sobre cómo y por qué las mujeres enfrentan discriminación en el mercado laboral. Por ejemplo, un empleador o un cliente pueden subestimar las habilidades de las empleadas o los mismos compañeros de trabajo varones pueden resistirse a trabajar con mujeres. En general estas actitudes no están dirigidas a todas las trabajadoras sino a aquellas que ocupan puestos de mayor responsabilidad y estatus.

## Brecha salarial ajustada y no ajustada
Es importante diferenciar entre la diferencia salarial ajustada y la no ajustada. El cálculo no ajustado de la diferencia salarial de género no tiene en cuenta las diferencias personales a la hora de establecer la comparación, como por ejemplo, edad o educación, ni tampoco las características del puesto de trabajo, como por ejemplo, sector de actividad. 
Una parte de la brecha salarial no ajustada puede atribuirse al hecho de que las mujeres opten por trabajos de media jornada con más frecuencia que los hombres y que tienden a trabajar en sectores con menor salario medio. El resto de las diferencias salariales, que no pueden ser explicadas por variables que se suponen que inciden en el salario y que se deben a opciones personales, se denominan brecha salarial ajustada y se interpretan como discriminatorias.
Un informe de 2010 publicado por la Fundación Europea para la Mejora de las Condiciones de Vida y de Trabajo, mostró que, si bien las mujeres tienden a participar más a menudo en el trabajo a tiempo parcial y toman más frecuentes y más largas interrupciones de la carrera que reducen la permanencia en el empleo, las diferencias en la brecha salarial en Europa –que en 2007 se situaba en el 17,6 % (Eurostat)– se aprecian en el pago por hora y no en el total. Es decir, que las mujeres cobran menos por hora de trabajo en todas las áreas. En una hora de trabajo el promedio salarial de las mujeres está un quinto por debajo del nivel de los hombres. Eso no toma en cuenta el número de horas trabajadas ni los tipos de contrato de trabajo. 
La Eurofund llegó a la conclusión de que las principales razones para la brecha salarial están relacionadas frecuentemente con segregaciones tanto horizontales como verticales. Las mujeres tienden a trabajar en las profesiones peor pagadas y llegan a un techo de cristal en sus carreras. Además padecen una valoración menos favorable de sus trabajos. Los orígenes de dichos factores podrían ser juzgados como discriminatorios en sí mismos, siendo esto debido al arraigo de los estereotipos de género en cuanto a profesiones típicamente percibidas como femeninas o masculinas, siendo las profesiones consideradas «femeninas» las peores pagadas.
No solo a las mujeres les cuesta más llegar a puestos gerenciales sino que una vez en el cargo cobran menos que un gerente hombre. En Argentina, las mujeres ganan, en promedio 27,7 % menos que los varones.
Algunos ejemplos publicados sobre el tema se pueden apreciar en los artículos periodísticos que hacen referencia a la diferencia salarial tanto en el ámbito de los países de América Latina, como en el territorio específico de Argentina. "Los verdaderos motivos detrás de la diferencia salarial entre hombres y mujeres" (BBC Mundo). "Los hombres ganan 35 % más que las mujeres y la brecha salarial recién desaparecerá en 88 años" (Infobae). "El trabajo es el lugar donde más se discrimina a la mujer" (Clarín).

## Perspectiva histórica
Un extenso metaanálisis de Doris Weichselbaumer y Rudolf Winter-Ebmer (2005) de más de 260 estudios de brecha salarial ajustada publicados en más de 60 países ha revelado que, desde la década de 1960 hasta la década de 1990, los diferenciales de salarios brutos en todo el mundo han descendido sustancialmente alrededor de 65% a 30%. La mayor parte de esta disminución, sin embargo, se debió a una mejor dotación de mujeres en el mercado laboral. Las 260 estimaciones publicadas muestran que el componente inexplicado de la brecha no ha disminuido con el tiempo. Utilizando sus propias especificaciones, Weichselbaumer e Winter-Ebmer encontraron que la disminución general anual de la brecha salarial de género equivaldría a un lento 0.17 puntos log, lo que implica un nivel lento de convergencia entre los salarios de los hombres y las mujeres.
Otro metaanálisis de 41 estudios empíricos sobre la brecha salarial realizada en 1998 encontró una tendencia temporal similar en las brechas salariales estimadas, una disminución de aproximadamente 1% por año.
Según el economista Alan Manning de la London School of Economics, el proceso de cierre de la brecha salarial de género se ha desacelerado sustancialmente, y las mujeres podrían ganar menos que los hombres durante los próximos 150 años debido a la discriminación y políticas gubernamentales ineficaces.

## Motivos
Factores específicos de género, incluidas las diferencias de género en las calificaciones y la discriminación, y la estructura salarial general, las recompensas por las habilidades y el empleo en sectores específicos, influyen de manera importante en la brecha salarial de género.

### Discriminación
La discriminación sexual a menudo se cita como un factor que influye en la diferencia salarial de género. Un estudio, encargado por el Departamento de Trabajo de los Estados Unidos, ha concluido que no es posible determinar con exactitud la influencia de cada factor en el total de la brecha salarial. Aproximadamente cuatro de cada diez mujeres trabajadoras (42%) dijeron haber experimentado discriminación de género en el trabajo. Según el Pew Research Center, en Estados Unidos, una de cada cuatro mujeres dijeron que han ganado menos que un hombre que estaba haciendo el mismo trabajo; a diferencia del 5% de los hombres dijeron que han ganado menos que una mujer que hace el mismo trabajo. En una encuesta del Pew Research Center, el 77% de las mujeres y el 63% de los hombres dijeron que Estados Unidos necesita continuar haciendo cambios para dar igualdad a hombres y mujeres en el lugar de trabajo.

### Maternidad y cuidado de familiares
Un estudio de la National Bureau of Economic Research de enero de 2018 descubrió que una proporción cada vez mayor de la brecha salarial de género entre 1980 y 2013 se debe a los niños. El fenómeno de los salarios más bajos debido a la maternidad se ha denominado la penalidad de la maternidad.
La maternidad también puede afectar las opciones de trabajo. En un rol tradicional, las mujeres son las que abandonan la fuerza de trabajo temporalmente para cuidar a sus hijos. Como resultado, las mujeres tienden a aceptar empleos peor remunerados porque es más probable que tengan horarios más flexibles en comparación con los empleos mejor pagados. También la maternidad hace que las mujeres sean contratadas, ya que los gerentes tienden a evitar a las mujeres que pueden ser madres por la licencia.
En una encuesta de 2013 del Pew Research Center hecha en Estados Unidos, las mujeres eran más propensas que los hombres a decir que habían tomado descansos de sus carreras para cuidar a su familia. Aproximadamente cuatro de cada diez madres dijeron que en algún momento de su vida laboral habían tomado una cantidad significativa de tiempo libre (39%) o reducido sus horas de trabajo (42%) para cuidar a un niño u otro miembro de la familia. Aproximadamente una cuarta parte (27%) dijo que había dejado de trabajar por completo para hacerse cargo de estas responsabilidades familiares. Menos hombres dijeron lo mismo. Por ejemplo, solo el 24% de los padres dijeron que habían tomado una cantidad significativa de tiempo libre para cuidar a un niño u otro miembro de la familia. Las madres también tenían casi el doble de probabilidades que los padres de decir que tomarse un tiempo para cuidar a sus hijos tenía un impacto negativo en su trabajo o carrera. Entre los que abandonaron el trabajo en los últimos dos años después del nacimiento o la adopción de su hijo, el 25% de las mujeres dijo que esto tuvo un impacto negativo en el trabajo, en comparación con el 13% de los hombres.

### Opciones de trabajo
Es más probable que los hombres se encuentren en industrias peligrosas que pagan relativamente bien, como la minería, la construcción o la fabricación, y que estén representados por un sindicato. Las mujeres, en cambio, tienen más probabilidades de ocupar puestos de oficina y trabajar en la industria de servicios. Estos factores explican el 53% de la brecha salarial. Un estudio de 2017 en el American Economic Journal: Macroeconomics descubrió que la creciente importancia del sector de servicios ha desempeñado un papel en la reducción de la brecha de género en el pago y las horas. Estudios han señalado que cuanto más dominada por mujeres es la mano de obra de una ocupación, menor es el salario, independientemente del valor o la importancia del trabajo.

### Roles de género
Otro factor social, que se relaciona con la maternidad fuertemente, es la socialización de los individuos para adoptar roles de género específicos. Por ejemplo, en el ambiente laboral se percibe que las mujeres no se desempeñan igual que sus equivalentes masculinos, por más que su rendimiento sea el mismo.
Las ideas sociales sobre los roles de género surgen en cierta medida de las influencias de los medios. Los medios retratan los ideales de los roles específicos de género de los cuales se construyen los estereotipos de género. Estos estereotipos luego se traducen en qué tipos de trabajo pueden o deben hacer hombres y mujeres. Algunos estereotipos comunes incluyen las ideas de que los gerentes deben ser varones o que las mujeres embarazadas son una pérdida para la empresa después de dar a luz. De esta forma, el género desempeña un papel de mediación en la discriminación laboral, y las mujeres se encuentran en posiciones que no les permiten los mismos avances que a los hombres.

### Trabajo no remunerado
Estudios  de la Organización para la Agricultura y la Alimentación y los de la Organización Mundial de la Salud de las Naciones Unidas  mostraron que, en muchas regiones del mundo, las mujeres dedican al trabajo doméstico catorce horas al día en promedio, recoger leña, plantas, traer agua a la casa, dar de comer a los rebaños, cocinar y preparar alimentos y, encima, agricultura de subsistencia, lavar ropa, cuidar a los niños  y ancianos y organizar los ritos comunitarios.
Las responsabilidades y tiempo dedicado al hogar o al cuidado de personas dependientes, sin recibir remuneración alguna, restringe notablemente la posibilidad de las mujeres de contar con ingresos propios, de buscar opciones en el mercado laboral, de participar plenamente en la política y la sociedad, al mismo tiempo que las relega de la protección social indispensable para la satisfacción autónoma de sus necesidades. Esto afecta a las mujeres, ya que repercute en:
- Menor tiempo para el aprendizaje, la especialización, el ocio, la participación social y política, o el cuidado personal.
- Mayores dificultades para insertarse en un trabajo fuera del hogar.
- Mayores obstáculos para avanzar en las carreras educativas y laborales.
- Mayor participación en trabajos de menor valoración y menores ingresos.
- Mayor participación en el trabajo informal, en el cual las mujeres pueden tener un mayor control sobre su tiempo, aunque este tipo de trabajo no les brinde protección social.

En México, la participación de las mujeres en el hogar sigue siendo mayor comparada con la del hombre. Cerca del 60% del total de horas dedicadas al trabajo remunerado y no remunerado (tiempo total de trabajo) son contribución de las mujeres, mientras que solo el 40% es realizado por los hombres. En lo que respecta a las actividades domésticas, las mujeres dedican en promedio 29.8 horas a las semana, frente a las 9.7 horas dedicadas por los hombres. Las mayores diferencias se observan en la preparación y servicio de alimentos, limpieza de la vivienda y de la ropa y calzado. Se califica como trabajo no remunerado a las labores domésticas como el cuidado de niñas/os, ancianas/os. Según datos de la ONU, el valor económico del trabajo no remunerado fue el equivalente a 20.5% del producto interno bruto mexicano, a precios de mercado para el año 2013, proporción superior a la industria manufacturera y sector del comercio.
En Argentina, según los resultados de la Encuesta sobre Trabajo No Remunerado y Uso del Tiempo del INDEC del 3er trimestre del 2013, el 88,9% de las mujeres y el 57,9% de los varones realiza trabajo doméstico no remunerado. En todas estas actividades, tanto en participación como en intensidad del trabajo doméstico, las mujeres dedican en promedio 3 horas diarias más que los varones.

## Feminización del hambre
La feminización del hambre es un concepto que se refiere a una mayor presencia de mujeres que de varones que padecen hambre en el mundo. Esto es una consecuencia de la diferencia salarial de género, de que las mujeres tienen menor acceso a la propiedad, menor acceso al control de los recursos, son más vulnerables a la malnutrición durante el embarazo y la lactancia y sobre todo, tienen mayor vulnerabilidad  cuando se trata de familias monomarentales o madres solteras, por todos estos motivos las mujeres son más vulnerables a la pobreza y el hambre. El 70% de los afectados por hambre a nivel mundial son mujeres.

## Consecuencias

### Para la actividad económica
Un informe de 2009 para el Departamento de Familias, Vivienda, Servicios a la Comunidad y Asuntos Indígenas de Australia argumentó que, además de la justicia y equidad, también existen fuertes imperativos económicos para abordar la brecha salarial de género. Los investigadores estimaron que una disminución en la brecha salarial de género del 17% al 16% aumentaría el PIB per cápita en aproximadamente $260, principalmente a partir de un aumento en las horas que las mujeres trabajarían. Ignorar los factores opuestos como horas de trabajo de las mujeres aumenta, eliminar la brecha salarial de género del 17% podría valer alrededor de $ 93 mil millones o el 8,5% del PIB. Los investigadores calcularon las causas de la brecha salarial de la siguiente manera: la falta de experiencia laboral fue del 7%, la falta de capacitación formal fue del 5%, la segregación ocupacional fue del 25%, el trabajo en empresas más pequeñas fue del 3% y ser mujer representó el 60% restante.
Un estudio de octubre de 2012 de la Asociación Estadounidense de Mujeres Universitarias descubrió que en el transcurso de 47 años, una mujer estadounidense con un título universitario ganaría aproximadamente $1.2 millones menos que un hombre con la misma educación. Por lo tanto, cerrar la brecha salarial mediante el aumento de los salarios de las mujeres tendría un efecto de estímulo que haría crecer la economía de los Estados Unidos en al menos 3% a 4%.

### Para las pensiones de las mujeres
La Comisión Europea argumenta que la brecha salarial de género tiene efectos de gran alcance, especialmente en lo que respecta a las pensiones. Dado que las ganancias de las mujeres a lo largo de la vida son, en promedio, del 17,5% (desde 2008) más bajas que las de los hombres, estas menores ganancias resultan en pensiones más bajas. Como resultado, las mujeres de edad avanzada son más propensas a enfrentar la pobreza: el 22% de las mujeres de 65 años y más están en riesgo de pobreza en comparación con el 16% de los hombres.

## Medidas

### Legislación antidiscriminatoria
Según la edición de 2008 del informe Perspectivas de empleo de la OCDE, casi todos los países de la OCDE han establecido leyes para combatir la discriminación por motivos de género. Ejemplos de esto son la Ley de Igualdad de Salario de 1963 y el Título VII de la Ley de Derechos Civiles de 1964. La prohibición legal del comportamiento discriminatorio, sin embargo, solo puede ser efectiva si se aplica verdaderamente. La OCDE señala que:

"Aquí hay un problema importante: en todos los países de la OCDE, la aplicación se basa esencialmente en la voluntad de las víctimas para hacer valer sus derechos. Sin embargo, muchas personas ni siquiera son conscientes de sus derechos legales con respecto a la discriminación en el lugar de trabajo. la demanda de discriminación es intrínsecamente difícil para el demandante y la acción legal en los tribunales es un proceso costoso, cuyos beneficios a menudo son pequeños e inciertos. Todo esto desalienta a las víctimas a presentar quejas ".

Además, aunque muchos países de la OCDE han establecido agencias especializadas contra la discriminación, solo en algunos de ellos estas agencias están efectivamente facultadas, a falta de denuncias individuales, para investigar empresas, emprender acciones contra empleadores sospechosos de operar prácticas discriminatorias, y sancionarlos cuando encuentren evidencia de discriminación.
En 2003, la Oficina de Responsabilidad Gubernamental de los EE. UU. (GAO) descubrió que las mujeres en los Estados Unidos, en promedio, ganaban el 80% de lo que ganaban los hombres en los años 2000 y la discriminación en el lugar de trabajo puede ser uno de los factores contribuyentes. A la luz de estos hallazgos, la GAO examinó la aplicación de las leyes contra la discriminación en los sectores público y privado. En un informe de 2008, GAO se centró en los esfuerzos de aplicación y divulgación de la Comisión de Igualdad de Oportunidades de Empleo (EEOC) y el Departamento de Trabajo (Labor). La GAO descubrió que la EEOC no monitorea completamente los esfuerzos de aplicación de los pagos de género y que la Labor no supervisa las tendencias de cumplimiento y los resultados de desempeño con respecto al salario de género u otras áreas específicas de discriminación. La GAO llegó a la conclusión de que "las agencias federales deberían monitorear mejor su desempeño para hacer cumplir las leyes contra la discriminación.
En 2016, la EEOC propuso una norma para presentar más información sobre los salarios de los empleados por género para monitorear y combatir mejor la discriminación de género. En 2018, Islandia promulgó una legislación para reducir la brecha salarial por género del país.

### Campañas de concienciación
Los grupos de la sociedad civil organizan campañas de concientización que incluyen actividades tales como por ejemplo el Día de Igualdad de Pagos o el Pago Igualitario por Igual Trabajo de Estados Unidos, para aumentar la atención pública que recibe la brecha salarial de género. Por la misma razón, varios grupos publican informes regulares sobre el estado actual de las diferencias salariales de género. Un ejemplo es el Informe de la Brecha Global de Género, publicado por el Foro Económico Mundial por primera vez en el año 2006 para clasificar a los países según la brecha de género calculada entre mujeres y hombres en cuatro áreas clave: salud, educación, economía y política, para medir el estado de la igualdad de género en un país.

### Flexibilidad laboral
El crecimiento de la economía colaborativa proporciona una flexibilidad laboral que hasta ahora se había supuesto que podría favorecer a las mujeres. Sin embargo, el análisis de las ganancias entre más de un millón de conductores de Uber en los Estados Unidos demostró sorprendentemente que la diferencia de ganancias entre los conductores es de aproximadamente el 7 % a favor de los hombres. El algoritmo de Uber no distingue el género de sus trabajadores, pero los hombres consiguen obtener mayores ingresos porque eligen mejor cuándo y en qué zonas trabajar, y cancelan y aceptan viajes de manera más lucrativa. Finalmente, los hombres conducen un 2.2 % más rápido que las mujeres, lo que les permite también aumentar sus ingresos por unidad de tiempo. El estudio concluye que la economía colaborativa puede perpetuar la brecha salarial incluso en ausencia de discriminación. Entre los datos del estudio que son puntos claves, se destacan que el 77% de las mujeres abandonaron la plataforma Uber después de 6 meses en comparación con el 65% de los conductores masculinos; además hay que agregar la cultura sexista que hay en la empresa.

## Estadísticas

### OCDE

Brecha salarial en salarios medianos de trabajadores a tiempo completo de acuerdo con la OCDE 2015.

La edición de 2008 del informe "perspectivas de empleo" ("Employment Outlook"), publicado por la OCDE declaró que aunque las tasas de empleo femeninas habían aumentado considerablemente y la brecha laboral de género se había estrechado prácticamente en todos lados, las mujeres aún tenían un 20 % menos de posibilidades de tener un empleo y cobraban un 17 % menos de promedio que los hombres. Además, el informe declaró lo siguiente:

"[In] many countries, labour market discrimination – i.e. the unequal treatment of equally productive individuals only because they belong to a specific group – is still a crucial factor inflating disparities in employment and the quality of job opportunities [...] Evidence presented in this edition of the Employment Outlook suggests that about [...] 30% of the variation in gender wage gaps across OECD countries can be explained by discriminatory practices in the labour market."
"En algunos países, la discriminación en el mercado de trabajo –como por ejemplo el tratamiento desigual a individuos igualmente productivos debido a su pertenencia a un grupo específico– es aún un factor crucial que incrementa las disparidades en empleo y la calidad de las oportunidades de trabajo [...] Evidencias presentadas en esta edición del informe sugieren que alrededor del [...] 30% de la variación de salarios debida al género puede ser explicada por prácticas discriminatorias en el mercado de trabajo"
Ed de 2008, informe "Employment Outlook" (OCDE)

### Unión Europea

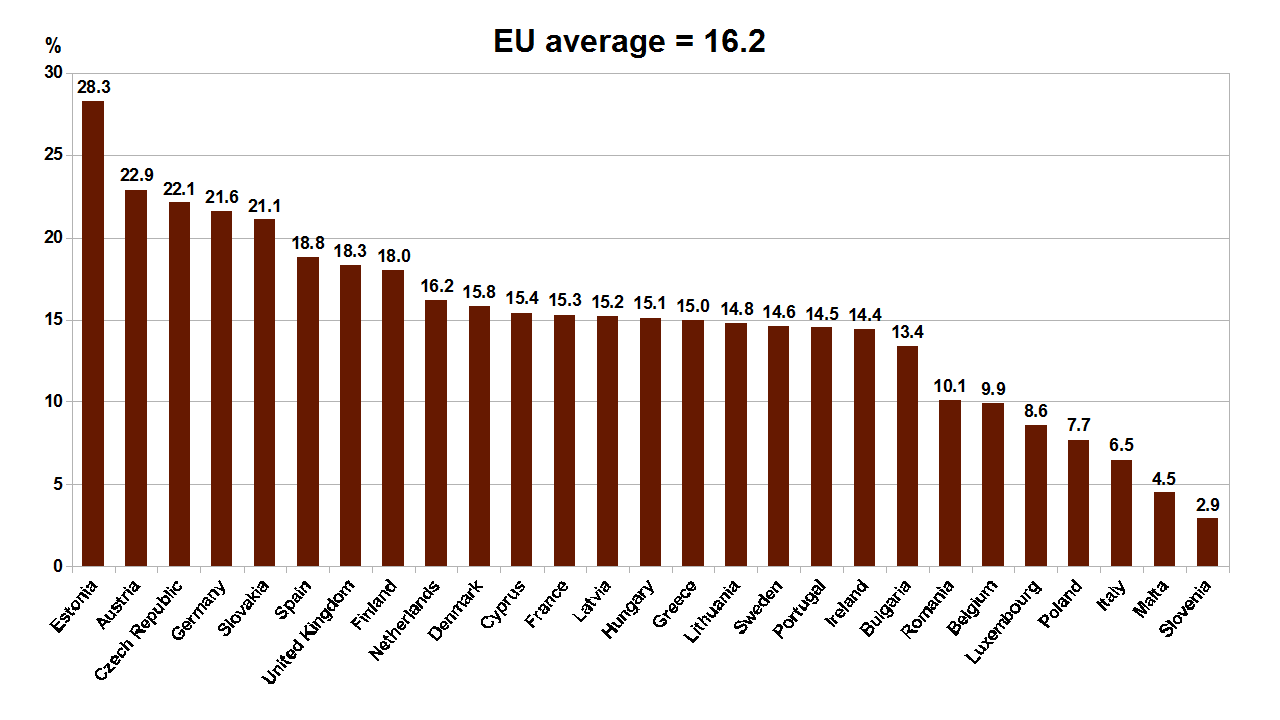
Brecha salarial de género en salario medio por hora según Eurostat, 2014.

A nivel de la Unión Europea, la brecha salarial de género se define como la diferencia relativa de la media de salario/hora de hombres y mujeres, dentro de la economía en su conjunto.
Eurostat ha descubierto una brecha salarial persistente del 17,5 % de media en los 27 miembros de la Unión Europea en 2008. Existiendo considerables diferencias entre los Estados miembros, existiendo una diferencia inferior al 10 % en Italia, Malta, Portugal, Rumania, Polonia, Eslovenia y Bélgica a más del 20 % en Eslovaquia, Países Bajos, República Checa, Chipre, Alemania, Reino Unido y Grecia y más de un 25 % en Estonia, la República Checa y Austria.

#### Alemania
Las mujeres ganan 22-23% menos que los hombres, según la Oficina Federal de Estadística de Alemania. La brecha salarial de género revisada fue del 6-8% en los años 2006-2013. Los factores más importantes asociados con la brecha salarial de género restante son el trabajo a tiempo parcial, la educación y la segregación ocupacional (menos mujeres en posiciones de liderazgo y en campos como STEM).

#### Francia
El Observatorio de las desigualdades ("Observatoire des inégalités"), constatando las diferencias salariales (ver salario) entre hombres y mujeres en Francia, intentó cuantificarlas. Según su investigación, la brecha global es del 27 % y se divide entre:
- 13,3 % debido a período de trabajo: por una parte las mujeres trabajan cinco veces más a menudo a tiempo parcial que los hombres, considerando todos los períodos de trabajo indiferentemente el ingreso es lógicamente inferior (7,5 %); por otra parte los hombres hacen más horas extras (lo que explica 5.8 % de la diferencia).
- 3,7 % se debe a las diferencias de puesto (funcionario, empleado, trabajador), experiencia, calificación y el diploma y la industria (educación o finanzas).
- 9,7 % sigue sin explicación o se atribuye al sexismo.

#### Países Bajos
En los Países Bajos, números recientes del CBS (Centraal Bureau voor statistieken, español: Oficina Central de Estadísticas) afirman que la brecha salarial es cada vez menor. Ajustado por nivel de ocupación, nivel educativo, nivel de experiencia y otras 17 variables, la diferencia en las ganancias del sector privado ha disminuido de 9% (2008) a 7% (2014) y en el gobierno de 7% (2008) a 5% (2014) . Sin ajustes, la brecha es para el sector privado de 20% (2014) y el gobierno de 10% (2014). Las mujeres jóvenes ganan más que los hombres hasta la edad de 30 años y esto se debe principalmente a un mayor nivel de educación. Las mujeres en los Países Bajos, hasta la edad de 30 años, tienen un nivel educativo en promedio más alto que los hombres; después de esta edad, los hombres tienen en promedio, un título de educación superior. También puede ser causada porque las mujeres pueden quedar embarazadas y comienzan a tomar trabajos a tiempo parcial para que puedan cuidar a los niños.

#### Reino Unido
En el Reino Unido, los factores más importantes asociados con la brecha salarial de género son el trabajo a tiempo parcial, la educación, el tamaño de la empresa en la que trabaja una persona y la segregación ocupacional (las mujeres están subrepresentadas en ocupaciones profesionales de alto nivel y de gestión). Un estudio de 2015 compilado por la Asociación de la Prensa con base en datos de la Oficina de Estadísticas Nacionales reveló que las mujeres en sus 20 años estaban ganando más que sus pares hombres de la misma edad por un promedio de £ 1,111. Sin embargo, el mismo estudio mostró que los hombres en sus 30 años superaron a sus pares mujeres de la misma edad por una diferencia de, en promedio, £8,775. El entonces primer ministro David Cameron anunció planes para obligar a grandes empresas para que divulguen datos sobre la brecha salarial de género entre el personal.
En abril de 2018, los empleadores con más de 250 empleados tenían la obligación legal de publicar datos relacionados con las desigualdades salariales. Los datos publicados deben incluir las cifras de pago y bonificación entre hombres y mujeres, e incluir datos de abril de 2017. Un análisis de la BBC de las cifras después de la fecha límite mostró que más de tres cuartas partes de las empresas del Reino Unido pagan, en promedio, más a los hombres que las mujeres. La barrister de empleo Harini Iyengar aboga por un trabajo más flexible y un mayor permiso de paternidad para lograr un cambio económico y cultural.

### Argentina
En la Argentina, la brecha salarial por género es aproximadamente del 27% (INDEC) en el año 2017. De acuerdo a un estudio de la OIT, más de la mitad de la brecha salarial por género en el país se debe a una discriminación directa, es decir que personas que son iguales en educación, capacidades y/o experiencia ganan distinto según su género. El resto de la brecha se debe, en parte a los techos y paredes de cristal y, por otra parte, a la asimétrica distribución del trabajo doméstico no remunerado, que deja a las mujeres con una doble y hasta triple jornada laboral. A su vez, la brecha salarial se amplía al 39% cuando se trata de trabajadoras informales (que a su vez, son más de un tercio del total de las asalariadas).

### Australia
En Australia, la brecha salarial de género se calcula sobre el promedio semanal de las ganancias ordinarias de los empleados a tiempo completo publicadas por la Oficina Australiana de Estadísticas. La brecha salarial de género no incluye las ganancias ocasionales a tiempo parcial y las horas extraordinarias. Australia tiene una persistente brecha salarial de género. Entre 1990 y 2009, la brecha salarial de género se mantuvo dentro de un estrecho rango de entre 15 y 17%. En agosto de 2010, la brecha salarial de género en Australia fue del 16.9%.

### Brasil
Según el Instituto Brasileño de Geografía y Estadística, o IBGE, las mujeres en Brasil estudian más, trabajan más y ganan menos que los hombres. En promedio, combinando el trabajo remunerado, las tareas del hogar y el cuidado de las personas, las mujeres trabajan tres horas a la semana más que los hombres. De hecho, las mujeres promedio trabajan 54.4 horas a la semana, y el hombre promedio 51.4. A pesar de eso, incluso con un nivel educativo más alto, las mujeres ganan, en promedio, menos que los hombres. Aunque la diferencia entre los ingresos de hombres y mujeres ha disminuido en los últimos años, en 2016 las mujeres aún recibían el equivalente al 76.5% de las ganancias de los hombres. Uno de los factores que pueden explicar esta diferencia es que solo el 37.8% de los puestos de gestión en 2016 fueron ocupados por mujeres. Finalmente, de acuerdo con el IBGE, la segregación ocupacional y la discriminación salarial de las mujeres en el mercado laboral también tienen un papel importante en la diferencia salarial entre hombres y mujeres.

### China
Usando las brechas entre hombres y mujeres en participación y oportunidad económica, logros educativos, salud y supervivencia, y empoderamiento político, el Informe Global de Brecha de Género 2015 clasifica la brecha de género de China en el puesto 91 de 145 países (cuanto menor sea el ranking, mayor es la desigualdad). El puntaje de brecha de género de 2015 en China fue de 0,681 (1,00 siendo igualdad). Como país de ingreso medio alto, según la clasificación del Banco Mundial, China es el "tercer país menos desarrollado del mundo" en cuanto a la brecha de género. El subíndice de salud y supervivencia es el más bajo dentro de los países enumerados; este subíndice tiene en cuenta las diferencias de género de la esperanza de vida y la proporción de sexos al nacer (la proporción de hijos varones y mujeres para representar las preferencias de los hijos de acuerdo con la política de China para un solo hijo).

### Corea del Sur
El Foro Económico Mundial detalló que en 2015, Corea del Sur tenía un puntaje de 0,55 (siendo igualdad 1,00 ), por igualdad de remuneración para trabajos similares. De un total de 145 países, Corea del Sur tenía una clasificación de brecha de género de 115 (mientras más baja sea la clasificación, menor es la brecha de género). Por otro lado, el empoderamiento político se redujo a la mitad del porcentaje de mujeres en el gobierno en 2014.

### Estados Unidos
El salario anual no ajustado de la mujer promedio se ha citado entre el 78% y el 82% del salario promedio de un hombre. Sin embargo, después de ajustar las elecciones de trabajadores masculinos y femeninos en especialidad universitaria, ocupación, horas de trabajo y licencia parental, múltiples estudios encuentran que las tasas de pago entre hombres y mujeres varían entre 5-6.6% o, las mujeres ganan 94 centavos por cada dólar obtenido por sus homólogos masculinos. Se ha especulado que el 6% restante de la brecha proviene de la discriminación de género.

### India
Para el año 2013, la brecha salarial de género en la India se estimó en 24.81%. Además, al analizar el nivel de participación femenina en la economía, un informe muestra a India como uno de los 10 peores países de la lista. Por lo tanto, además de la desigualdad salarial, también existe una representación desigual, ya que si bien las mujeres constituyen casi la mitad de la población india (alrededor del 48% del total), su representación en la fuerza de trabajo asciende a solo una cuarta parte del total.

### Japón
El Global Gender Gap Report 2015 del Foro Económico Mundial estableció que la participación económica y el ranking de oportunidades de Japón (106.º), 145.º siendo la brecha de género más amplia, disminuyó desde 2014 "debido a la menor igualdad salarial para trabajos similares y menos mujeres legisladoras, altos funcionarios y gerentes".

### Rusia
Existe una brecha salarial en Rusia (después de 1991, pero también antes) y el análisis estadístico muestra que la mayor parte no puede explicarse por una menor calificación de las mujeres en comparación con los hombres. Por otro lado, la segregación ocupacional por género y la discriminación en el mercado laboral parecen representar una gran parte de ella.